# Qasr al-Rahba
Qasr al-Rahba ou Qala`a ar-Rahba est une forteresse du XIIe siècle, située sur la rive ouest de l’Euphrate, près de la ville d’Al-Mayadin en Syrie, dans la province de Deir ez-Zor.

## Présentation
La citadelle a été construite à partir de 1146, au tout début du règne de Nur ad-Din, émir zengide d’Alep, dans un site déjà utilisé comme position défensive.
Elle est construite en bordure du désert, au sommet d’une falaise, et entourée d’un fossé.
La citadelle n’a pas pu empêcher les incursions mongoles au XIIIe siècle, notamment celle d'Houlagou Khan en 1258, après la prise de Bagdad. Elle a tient cependant en échec l’Houlagide Abu Saïd pendant l’hiver 1312-1313, lors de leur dernière tentative des Mongols de s'emparer de la Syrie.
Elle est définitivement abandonnée au XVe siècle. Il n'en reste que des ruines impressionnantes.